# Алайош Карои
Алайош Кароли (на унгарски: Károlyi Alajos) е унгарски благородник, граф и австро-унгарски дипломат.

## Биография
В 1858 година е изпратен в Санкт Петербург на специална мисия за подкрепата на руския цар срещу френския император Наполеон III. От 1871 до 1878 година Карои е посланик в Берлин. Той подписва Берлинския договор за Австро-Унгария. От 1878 до пенсионирането си е посланик в Лондон.